# Josip Ivančić
Josip Ivančić (Zagreb, 29. ožujka 1991.) hrvatski je nogometaš koji trenutačno nastupa za HŠK Zrinjski

## Igračka karijera
Josip Ivančić svoju je nogometnu karijeru započeo u Sesvetama u omladinskoj školi sesvetske NK Croatije, da bi potom prešao u seniorski sastav iste momčadi za koju je nastupio 18 puta te bio strijelac 4 puta u 2. HNL. 13. srpnja 2011. godine Ivančić je prešao u NK Zadar. Nakon provedenih 3 godine u Zadru, veliko zanimanje za njega je pokazao HNK Rijeka, gdje je 2014.godine potpisalo ugovor na 3 godine. Nakon godine dana provedenih u Rijeci posuden je slovenskom prvoligašu Kopru. Nakon samo pola sezone provedenih u Kopru Josipa Ivančića 2016. godine klub prodaje u FC Sheriff, gdje nastavlja svoju karijeru.

## Vanjske poveznice
- Josip Ivančić na hnl-statistika.com